# Ponca, Nebraska
Ponca är administrativ huvudort i Dixon County i Nebraska. Enligt 2020 års folkräkning hade Ponca 907 invånare.